# Можжевеловое дерево (фильм)
«Можжеве́ловое де́рево» (англ. The Juniper Tree) — англоязычный исландский чёрно-белый художественный фильм по мотивам одноимённой сказки братьев Гримм (также известна как «Сказка о заколдованном дереве»). Фильм снят режиссёром Ничкой Кин в 1986 году и стал её полнометражный дебютом, однако окончательно завершена работа над фильмом была лишь спустя несколько лет. Его премьера состоялась в 1991 году на кинофестивале «Сандэнс». В 2018 году фильм был отреставрирован и показан на фестивале Американского института киноискусства.
В фильме свою первую роль в кино сыграла певица Бьорк. Эпиграфом к фильму служит отрывок из стихотворения Т. С. Элиота «Пепельная среда».

## Создание
На роль Маргит изначально была отобрана 13-летняя девочка, однако позже она отказалась от участия. Режиссёр вынуждена была искать замену и предложила роль Бьорк, которая выглядела моложе своих лет и могла сыграть девочку. Первые пробы состоялись ещё до того, как Бьорк ждала ребёнка, а сами съёмки прошли почти сразу после рождения Синдри, первенца Бьорк. Хотя у певицы не было актёрского опыта, она разработала собственную методику, которая подразумевала полное погружение в роль. Съёмочный период продлился около пяти недель, на протяжении которых за Синдри присматривала сводная сестра Бьорк.
Снимать фильм Кин пришлось главным образом на свои деньги; в частности, поскольку в Исландии оказалось невозможным взять напрокат кинокамеры и осветительные приборы, Кин была вынуждена отправить их посылкой из США. Исполнители ролей Йохана и Катлы лишь недавно закончили актёрскую школу и играли в театре, поэтому рассматривали участие в фильме как важный шаг в своей карьере. Все актёры получили незначительные гонорары, наибольший был у Бьорк и составил $2,673.
Пустынный каменистый ландшафт Исландии и чёрно-белая плёнка были выбраны режиссёром для передачи настроения меланхолии, пронизывающего фильм. При этом Кин не хотела, чтобы события в фильме увязывались именно с Исландией, поэтому, хотя ряд сцен был снят в историческом музее, она убрала из кадра все предметы, которые имели слишком конкретные исторические ассоциации. Аналогичный эффект имело использование в фильме английского языка. В числе локаций, где проходили съёмки, — Рейнисдраунгар и Сельяландсфосс.
В 1995 году фильм был издан на VHS, в 2002 на DVD.

## Сюжет
Действие происходит в пустынной каменистой местности. Две сестры, Катла и Маргит, ищут новый дом после того, как их мать забили камнями и сожгли по обвинению в колдовстве. Катла тоже умеет колдовать, а у Маргит есть особый дар видеть умерших. Они встречают Йохана, у которого недавно умерла жена, и Катла становится женой Йохана, применяя свои навыки ворожбы. У Йохана есть сын Йонас, который дружит с Маргит, но не любит Катлу, считая её ведьмой. Он убеждает отца прогнать жену, но тот не в силах это сделать.
Маргит иногда видит свою умершую мать, хотя та не говорит ей ни слова. Маргит приходит с Йонасом к матери, но тот не видит её. Когда на могилу матери Йонаса прилетает ворон, Маргит говорит, что это мать Йонаса. Найдя на могиле перо птицы, Маргит вешает его на шею мальчику на верёвочке в качестве оберега. Однако это не спасает Йонаса: когда Катла приводит мальчика к обрыву, она предлагает ему спрыгнуть и посмотреть, поможет ли его оберег, и в результате Йонас падает и погибает. Катла отрезает у него указательные пальцы, и один из них кладёт в похлёбку. Палец достаётся Маргит, которая понимает, что это Катла убила мальчика. Йохана же Катлу убеждает, что Йонас пошёл гулять куда-то далеко и заблудился.
Маргит зарывает палец Йонаса рядом с могилой его матери, и вскоре там вырастает дерево. Когда на дерево снова прилетает ворон, Маргит кричит Йохану, что Катла не хотела убивать мальчика. Йохан бросается к жене, но Катла (в это время она уже ждёт ребёнка от Йохана) уезжает, захватив всех лошадей. Йохан остаётся с Маргит, но со временем уходит в поисках Катлы. Маргит остаётся сидящей рядом с деревом, сочиняя историю о матери-птице, которая прилетает к своим детям.

## В ролях
- Бьорк Гудмундсдоттир — Маргит
- Бриндис Петра Брагадоуттир — Катла
- Вальдимар Ёрн Флигенринг — Йохан
- Гэйрлауг Сюдна Тормар — Йонас
- Гвюдрун Гисладоуттир — мать сестёр

## Отзывы
Фильм получил положительные отзывы: так, на Rotten Tomatoes уровень его одобрения составил 100 % на основе 20 рецензий, со средним баллом 7,80/10, на Metacritic у фильма рейтинг 86 из 100 на основе 6 рецензий. Рецензенты различных изданий особенно отмечали актёрский талант 21-летней Бьорк.
Авторы феминистского анализа фильма отмечают, что по сравнению с исходной сказкой фильм Кин гораздо детальнее описывает женский опыт: в частности, центральное в нём место занимают отношения между женщинами — матерьми и дочерьми, сестрой и сестрой.
Критики усматривали в фильме влияние Дрейера, Бергмана и Тарковского.